# Bolusafra bituminosa
Bolusafra bituminosa là một loài thực vật có hoa thuộc họ Fabaceae. Chúng là loài duy nhất trong chi Bolusafra.